# Majtényi György
Majtényi György (Budapest, 1974.07.16. –) magyar történész, az Eszterházy Károly Katolikus Egyetem professzora, a Magyar Nemzeti Levéltár főlevéltárosa. Az MTA doktora. 

## Életútja
Az ELTE-n végzett történelem-magyar-muzeológia szakon. 2004-től 2012-ig a Magyar Országos Levéltár főosztályvezetője. Előbb a Pázmány Péter Katolikus Egyetem, majd a Zsigmond Király Főiskola oktatója. 2009-től főiskolai, majd egyetemi docens az Eszterházy Károly Főiskolán, 2012-ben főiskolai tanári címet kapott, 2023 óta kutatóprofesszor. Számos alkalommal kutatott és oktatott különböző ösztöndíjak révén külföldön: Ausztriában, az Egyesült Államokban, Finnországban, Németországban vagy Szlovákiában is. 
Fő kutatási területe Magyarország 1945 utáni társadalom- és kultúrtörténete, a magyarországi elitek történelme.
1995 és 1997 között – Horváth Sándorral és Tóth Eszter Zsófiával közösen – élmunkások és sztahanovisták történetét kutatta. Később a szocialista kori elitek történetével, Kádár János élettörténetével és roma társadalomtörténettel foglalkozott.
A grazi Sportakadémián végzett vívó szakedző és versenybíró is.

## Főbb művei
- Közel-múlt. Húsz történet a 20. századból; szerk. Majtényi György, Ring Orsolya; Magyar Országos Levéltár, Bp., 2002
- A tudomány lajtorjája. „Társadalmi mobilitás” és „új értelmiség” Magyarországon a II. világháború után; Gondolat, Bp., 2005
- Rendszerváltás és Kádár-korszak. Távolodás és közelítések; szerk. Majtényi György, Szabó Csaba; Állambiztonsági Szolgálatok Történeti Levéltára–Kossuth, Bp., 2008
- K-vonal. Uralmi elit és luxus a szocializmusban; Nyitott Könyvműhely, Bp., 2009
- A rendszerváltás évei, 1987–1990. Kiállítás a Magyar Országos Levéltárban. Megtekinthető 2009. június 11-től; szerk. Majtényi György, Mikó Zsuzsanna, Szabó Csaba; MOL, Bp., 2009
- Vezércsel. Kádár János mindennapjai; Magyar Nemzeti Levéltár–Libri, Bp., 2012
- Majtényi Balázs–Majtényi György: Cigánykérdés Magyarországon, 1945–2010; Libri, Bp., 2012
- Majtényi Balázs–Majtényi György: A contemporary history of exclusion. The Roma issue in Hungary from 1945 to 2015 (Cigánykérdés Magyarországon, 1945–2010); angolra ford. Frank T. Zsigo; CEU Press, Bp.–New York, 2016
- Forradalom! 24 megtalált történet, szerk., bev., jegyz. Majtényi György, Mikó Zsuzsanna, Szabó Csaba; Magyar Nemzeti Levéltár–MNL, Bp., 2016
- Bartos Margit: Margó naplója, 1956–1959. A forradalom és utóélete egy kamasz lány szemével; szerk., jegyz., utószó Majtényi György és Szabó Csaba; Libri, Bp., 2016
- Szűz Mária a Mátrában. Történelmi palimpszeszt; L'Harmattan, Bp., 2017
- Kémek, korok, életek. Erica Glaser Wallach és Noel H. Field története; szerk., előszó, jegyz. Majtényi György, Mikó Zsuzsanna, Szabó Csaba; Libri–MNL, Bp., 2017 (angolul is)
- Egy forint a krumplis lángos. A Kádár-kor társadalma; Libri, Bp., 2018
- Kommunista kiskirályok; szerk. Majtényi György, Szabó Csaba, Mikó Zsuzsanna; Libri, Bp., 2019
- Egy forint a krumplis lángos. A Kádár-kor társadalma; 2. jav. utánny.; Libri, Bp., 2019
- Kik vagyunk? Magyarországi nemzetiségek; kurátor Szabó Csaba; szerk. L. Balogh Béni, Majtényi György, Szabó Csaba; Magyar Nemzeti Levéltár, Bp., 2019 (angolul is)
- Egyetértés Vadásztársaság. Horthy, Rákosi, Kádár és napjaink vadászai; Open Books, Bp., 2021 (Befejezetlen múlt)
- K-vonal. Kiváltságok, elit és luxus a szocializmusban; közrem. Csízi István; 2. átdolg. kiad.; Open Books, Bp., 2022
- Kádárné és Kádár - Házasságban a hatalommal; Open Books, Bp., 2023 (Befejezetlen múlt)